# Schepenupet II.
Schepenupet II. (auch Schepenwepet II.), Tochter des Pharaos Pije, war um 710 bis 650 v. Chr. Gottesgemahlin des Amun.

## Leben
Ab 670 v. Chr. bekleidete sie zusammen mit ihrer Nichte und Adoptivtochter Amenirdis II. dieses Amt. In der Tempelanlage von Karnak sind einige Osiriskapellen von Schepenupet II. bezeugt, sowie eine in Medamud. Ihre Grabkapelle liegt in Medinet Habu. Sie war die Schwester der späteren Pharaonen Schebitko und  Taharqa.